# Vòng loại Cúp bóng đá châu Phi 2025
Các trận đấu Vòng loại Cúp bóng đá châu Phi 2025 được tổ chức bởi Liên đoàn bóng đá châu Phi (CAF) nhằm xác định các đội tuyển tham gia Cúp bóng đá châu Phi 2025 tại Maroc, đây là phiên bản thứ 35 của giải vô địch bóng đá nam châu Phi. Vòng loại của giải đấu khởi đầu với vòng sơ loại, các trận đấu diễn ra từ ngày 20 đến 26 tháng 3 năm 2024. Sau đó, các trận đấu vòng bảng diễn ra từ tháng 9 cho đến tháng 11, tất cả các vòng đấu đều diễn ra trong năm 2024. Tổng cộng sẽ có 24 đội tuyển giành quyền tham dự giải đấu chính thức, bao gồm nước chủ nhà Maroc.

## Các đội tuyển tham dự
Tất cả các liên đoàn thành viên của CAF đều tham gia giải đấu, ngoại trừ Eritrea và Seychelles, hai đội đã bị loại khỏi vòng loại. Việc phân nhóm hạt giống dựa trên Bảng xếp hạng FIFA ngày 15 tháng 2 năm 2024, theo đó các đội xếp hạng từ 1 đến 44 được đặc cách vào thẳng vòng bảng vòng loại, trong khi các đội xếp hạng từ 45 đến 52 phải tham gia vòng sơ loại.
Lễ bốc thăm vòng sơ loại được tổ chức vào lúc 14:00 Giờ Trung Phi (UTC+2) ngày 20 tháng 2 năm 2024 tại trụ sở chính của CAF ở Cairo, Ai Cập.
Lần đầu tiên kể từ khi bị đình chỉ, Kenya và Zimbabwe đã quay trở lại tham dự vòng loại.
| Vào thẳng vòng bảng | Tham gia vòng sơ loại |
| --- | --- |
| 1. Maroc (12; chủ nhà) 2. Sénégal (17) 3. Nigeria (28) 4. Ai Cập (36) 5. Bờ Biển Ngà (39) 6. Tunisia (41) 7. Algérie (43) 8. Mali (47) 9. Cameroon (51) 10. Nam Phi (58) 11. Burkina Faso (61) 12. CHDC Congo (63) 13. Cabo Verde (65) 14. Ghana (67) 15. Guinée (76) 16. Guinea Xích Đạo (79) 17. Gabon (84) 18. Zambia (87) 19. Uganda (92) 20. Angola (93) 21. Bénin (98) 22. Mauritanie (106) 23. Namibia (107) 24. Madagascar (109) 25. Mozambique (110) 26. Kenya (111) 27. Cộng hòa Congo (112) 28. Togo (116) 29. Guiné-Bissau (118) 30. Tanzania (119) 31. Libya (120) 32. Comoros (121) 33. Malawi (122) 34. Zimbabwe (124) 35. Sierra Leone (126) 36. Sudan (127) 37. Niger (128) 38. Trung Phi (129) 39. Gambia (130) 40. Rwanda (133) 41. Burundi (140) 42. Ethiopia (145) 43. Botswana (146) 44. Lesotho (148) | 1. Eswatini (149) 2. Liberia (152) 3. Nam Sudan (166) 4. Mauritius (177) 5. Tchad (181) 6. São Tomé và Príncipe (191) 7. Djibouti (192) 8. Somalia (198) |

## Lịch thi đấu
Lịch thi đấu của giải đấu vòng loại như sau.
| Vòng         | Lượt đấu   | Ngày diễn ra            | Trận đấu                         |
| ------------ | ---------- | ----------------------- | -------------------------------- |
| Vòng sơ loại | Lượt đi    | 18–22 tháng 3 năm 2024  | Đội 1 vs. Đội 2                  |
| Vòng sơ loại | Lượt về    | 22–26 tháng 3 năm 2024  | Đội 2 vs. Đội 1                  |
| Vòng bảng    | Lượt đấu 1 | 2–10 tháng 9 năm 2024   | Đội 1 vs. Đội 2, Đội 3 vs. Đội 4 |
| Vòng bảng    | Lượt đấu 2 | 2–10 tháng 9 năm 2024   | Đội 2 vs. Đội 3, Đội 4 vs. Đội 1 |
| Vòng bảng    | Lượt đấu 3 | 7–15 tháng 10 năm 2024  | Đội 1 vs. Đội 3, Đội 2 vs. Đội 4 |
| Vòng bảng    | Lượt đấu 4 | 7–15 tháng 10 năm 2024  | Đội 3 vs. Đội 1, Đội 4 vs. Đội 2 |
| Vòng bảng    | Lượt đấu 5 | 11–19 tháng 11 năm 2024 | Đội 2 vs. Đội 1, Đội 4 vs. Đội 3 |
| Vòng bảng    | Lượt đấu 6 | 11–19 tháng 11 năm 2024 | Đội 3 vs. Đội 2, Đội 1 vs. Đội 4 |

## Vòng sơ loại
Tám đội tuyển được chia thành bốn cặp trận đấu theo thể thức hai lượt trên sân nhà và sân khách.
| Đội 1                | TTSTooltip Aggregate score | Đội 2     | Lượt 1 | Lượt 2 |
| -------------------- | -------------------------- | --------- | ------ | ------ |
| Somalia              | 2–5                        | Eswatini  | 0–3    | 2–2    |
| São Tomé và Príncipe | 1–1 (a)                    | Nam Sudan | 1–1    | 0–0    |
| Tchad                | 3–1                        | Mauritius | 1–0    | 2–1    |
| Djibouti             | 0–2                        | Liberia   | 0–2    | 0–0    |

## Vòng bảng

### Bốc thăm
Lễ bốc thăm vòng bảng diễn ra vào lúc 14:30 (UTC+2) ngày 4 tháng 7 năm 2024 tại Johannesburg, Nam Phi. 48 đội tuyển quốc gia tham gia được chia thành mười hai bảng, mỗi bảng bốn đội, bao gồm 44 đội tuyển được vào thẳng vòng loại, bốn đội giành quyền vào vòng loại do giành chiến thắng tại vòng sơ loại, các đội được xếp hạt giống vào bốn nhóm, mỗi nhóm bao gồm mười hai đội tuyển dựa vào thứ hạng của họ trên Bảng xếp hạng FIFA thế giới tính đến tháng 6 năm 2024 (được hiển thị trong ngoặc đơn).
Các đội tuyển được in đậm là những đội giành quyền tham dự vòng chung kết.
| Nhóm 1 | Nhóm 2 | Nhóm 3 | Nhóm 4 |
| --- | --- | --- | --- |
| Maroc (12; chủ nhà) · Sénégal (18) · Ai Cập (36) · Bờ Biển Ngà (37) · Nigeria (38) · Tunisia (41) · Algérie (44) · Cameroon (49) · Mali (50) · Nam Phi (59) · CHDC Congo (61) · Ghana (64) | Cabo Verde (65) · Burkina Faso (67) · Guinée (77) · Gabon (83) · Guinea Xích Đạo (89) · Zambia (90) · Bénin (91) · Angola (92) · Uganda (94) · Namibia (97) · Mozambique (103) · Madagascar (104) | Kenya (108) · Mauritanie (112) · Cộng hòa Congo (113) · Tanzania (114) · Guiné-Bissau (115) · Libya (118) · Comoros (119) · Togo (120) · Sudan (121) · Sierra Leone (122) · Malawi (125) · Trung Phi (127) | Niger (128) · Zimbabwe (129) · Rwanda (131) · Gambia (132) · Burundi (140) · Liberia (142) · Ethiopia (143) · Botswana (145) · Lesotho (149) · Eswatini (154) · Nam Sudan (167) · Tchad (178) |

### Các tiêu chí
Các đội được xếp hạng theo điểm (thắng 3 điểm, hòa 1 điểm, thua 0 điểm), và nếu bằng điểm, các tiêu chí sau đây sẽ được áp dụng theo thứ tự để xác định thứ hạng (Quy định Điều 14):
1. Điểm trong các trận đối đầu giữa các đội bằng điểm;
2. Hiệu số bàn thắng bại trong các trận đối đầu giữa các đội bằng điểm;
3. Bàn thắng ghi được trong các trận đối đầu giữa các đội bằng điểm;
4. Bàn thắng sân khách ghi được trong các trận đối đầu giữa các đội bằng điểm;
5. Nếu có nhiều hơn hai đội bằng điểm và sau khi áp dụng tất cả các tiêu chí đối đầu ở trên, một nhóm nhỏ các đội vẫn còn bằng điểm nhau, tất cả các tiêu chí đối đầu ở trên sẽ được áp dụng lại riêng cho nhóm phụ này;
6. Hiệu số bàn thắng bại trong tất cả các trận đấu bảng;
7. Bàn thắng được ghi trong tất cả các trận đấu bảng;
8. Bàn thắng sân khách được ghi trong tất cả các trận đấu bảng;
9. Bốc thăm.

### Bảng A
| VT | Đội        | ST | T | H | B | BT | BB | HS | Đ  | Giành quyền tham dự |     |     |     |     |     |
| -- | ---------- | -- | - | - | - | -- | -- | -- | -- | ------------------- | --- | --- | --- | --- | --- |
| 1  | Comoros    | 6  | 3 | 3 | 0 | 7  | 4  | +3 | 12 | Vòng chung kết      |     | —   | 1–1 | 1–1 | 1–0 |
| 2  | Tunisia    | 6  | 3 | 1 | 2 | 7  | 6  | +1 | 10 | Vòng chung kết      |     | 0–1 | —   | 0–1 | 1–0 |
| 3  | Gambia     | 6  | 2 | 2 | 2 | 6  | 6  | 0  | 8  |                     |     | 1–2 | 1–2 | —   | 1–0 |
| 4  | Madagascar | 6  | 0 | 2 | 4 | 4  | 8  | −4 | 2  |                     | 1–1 | 2–3 | 1–1 | —   |     |

### Bảng B
| VT | Đội       | ST | T | H | B | BT | BB | HS  | Đ  | Giành quyền tham dự |     |     |     |     |     |
| -- | --------- | -- | - | - | - | -- | -- | --- | -- | ------------------- | --- | --- | --- | --- | --- |
| 1  | Maroc     | 6  | 6 | 0 | 0 | 26 | 2  | +24 | 18 | Vòng chung kết      |     | —   | 4–1 | 7–0 | 5–0 |
| 2  | Gabon     | 6  | 3 | 1 | 2 | 7  | 9  | −2  | 10 | Vòng chung kết      |     | 1–5 | —   | 0–0 | 2–0 |
| 3  | Lesotho   | 6  | 1 | 1 | 4 | 2  | 13 | −11 | 4  |                     |     | 0–1 | 0–2 | —   | 1–0 |
| 4  | Trung Phi | 6  | 1 | 0 | 5 | 3  | 14 | −11 | 3  |                     | 0–4 | 0–1 | 3–1 | —   |     |

1. ↑  Maroc đã đủ điều kiện tham dự vòng chung kết với tư cách là nước chủ nhà.

### Bảng C
| VT | Đội        | ST | T | H | B | BT | BB | HS  | Đ  | Giành quyền tham dự |     |     |     |     |     |
| -- | ---------- | -- | - | - | - | -- | -- | --- | -- | ------------------- | --- | --- | --- | --- | --- |
| 1  | Ai Cập     | 6  | 4 | 2 | 0 | 12 | 2  | +10 | 14 | Vòng chung kết      |     | —   | 1–1 | 2–0 | 3–0 |
| 2  | Botswana   | 6  | 2 | 2 | 2 | 4  | 7  | −3  | 8  | Vòng chung kết      |     | 0–4 | —   | 1–1 | 1–0 |
| 3  | Mauritanie | 6  | 2 | 1 | 3 | 3  | 6  | −3  | 7  |                     |     | 0–1 | 1–0 | —   | 1–0 |
| 4  | Cabo Verde | 6  | 1 | 1 | 4 | 3  | 7  | −4  | 4  |                     | 1–1 | 0–1 | 2–0 | —   |     |

### Bảng D
| VT | Đội     | ST | T | H | B | BT | BB | HS | Đ  | Giành quyền tham dự |     |     |     |     |     |
| -- | ------- | -- | - | - | - | -- | -- | -- | -- | ------------------- | --- | --- | --- | --- | --- |
| 1  | Nigeria | 6  | 3 | 2 | 1 | 9  | 3  | +6 | 11 | Vòng chung kết      |     | —   | 3–0 | 1–2 | 1–0 |
| 2  | Bénin   | 6  | 2 | 2 | 2 | 7  | 7  | 0  | 8  | Vòng chung kết      |     | 1–1 | —   | 3–0 | 2–1 |
| 3  | Rwanda  | 6  | 2 | 2 | 2 | 5  | 7  | −2 | 8  |                     |     | 0–0 | 2–1 | —   | 0–1 |
| 4  | Libya   | 6  | 1 | 2 | 3 | 3  | 7  | −4 | 5  |                     | 0–3 | 0–0 | 1–1 | —   |     |

1. 1 2  Điểm đối đầu: Bénin 3, Rwanda 3. Hiệu số bàn thắng bại đối đầu: Bénin +2, Rwanda –2
2. ↑  Nigeria đã được xử thắng 3–0 sau khi gặp sự cố ở Libya, khiến cho đội tuyển này bị mắc kẹt tại sân bay hơn 12 tiếng, dẫn đến việc họ từ chối thi đấu với Libya và phải quay về nước.[7]

### Bảng E
| VT | Đội             | ST | T | H | B | BT | BB | HS  | Đ  | Giành quyền tham dự |     |     |     |     |     |
| -- | --------------- | -- | - | - | - | -- | -- | --- | -- | ------------------- | --- | --- | --- | --- | --- |
| 1  | Algérie         | 6  | 5 | 1 | 0 | 16 | 2  | +14 | 16 | Vòng chung kết      |     | —   | 2–0 | 5–1 | 5–1 |
| 2  | Guinea Xích Đạo | 6  | 2 | 2 | 2 | 5  | 8  | −3  | 8  | Vòng chung kết      |     | 0–0 | —   | 2–2 | 1–0 |
| 3  | Togo            | 6  | 1 | 2 | 3 | 7  | 10 | −3  | 5  |                     |     | 0–1 | 3–0 | —   | 1–1 |
| 4  | Liberia         | 6  | 1 | 1 | 4 | 4  | 12 | −8  | 4  |                     | 0–3 | 1–2 | 1–0 | —   |     |

### Bảng F
| VT | Đội    | ST | T | H | B | BT | BB | HS | Đ  | Giành quyền tham dự |     |     |     |     |     |
| -- | ------ | -- | - | - | - | -- | -- | -- | -- | ------------------- | --- | --- | --- | --- | --- |
| 1  | Angola | 6  | 4 | 2 | 0 | 7  | 2  | +5 | 14 | Vòng chung kết      |     | —   | 2–1 | 2–0 | 1–1 |
| 2  | Sudan  | 6  | 2 | 2 | 2 | 4  | 6  | −2 | 8  | Vòng chung kết      |     | 0–0 | —   | 1–0 | 2–0 |
| 3  | Niger  | 6  | 2 | 1 | 3 | 7  | 6  | +1 | 7  |                     |     | 0–1 | 4–0 | —   | 1–1 |
| 4  | Ghana  | 6  | 0 | 3 | 3 | 3  | 7  | −4 | 3  |                     | 0–1 | 0–0 | 1–2 | —   |     |

### Bảng G
| VT | Đội          | ST | T | H | B | BT | BB | HS | Đ  | Giành quyền tham dự |     |     |     |     |     |
| -- | ------------ | -- | - | - | - | -- | -- | -- | -- | ------------------- | --- | --- | --- | --- | --- |
| 1  | Zambia       | 6  | 4 | 1 | 1 | 7  | 4  | +3 | 13 | Vòng chung kết      |     | —   | 1–0 | 3–2 | 0–0 |
| 2  | Bờ Biển Ngà  | 6  | 4 | 0 | 2 | 12 | 3  | +9 | 12 | Vòng chung kết      |     | 2–0 | —   | 4–1 | 4–0 |
| 3  | Sierra Leone | 6  | 1 | 2 | 3 | 5  | 10 | −5 | 5  |                     |     | 0–2 | 1–0 | —   | 0–0 |
| 4  | Tchad        | 6  | 0 | 3 | 3 | 1  | 8  | −7 | 3  |                     | 0–1 | 0–2 | 1–1 | —   |     |

### Bảng H
| VT | Đội        | ST | T | H | B | BT | BB | HS | Đ  | Giành quyền tham dự |     |     |     |     |     |
| -- | ---------- | -- | - | - | - | -- | -- | -- | -- | ------------------- | --- | --- | --- | --- | --- |
| 1  | CHDC Congo | 6  | 4 | 0 | 2 | 7  | 3  | +4 | 12 | Vòng chung kết      |     | —   | 1–0 | 1–0 | 1–2 |
| 2  | Tanzania   | 6  | 3 | 1 | 2 | 5  | 4  | +1 | 10 | Vòng chung kết      |     | 0–2 | —   | 1–0 | 0–0 |
| 3  | Guinée     | 6  | 3 | 0 | 3 | 9  | 5  | +4 | 9  |                     |     | 1–0 | 1–2 | —   | 4–1 |
| 4  | Ethiopia   | 6  | 1 | 1 | 4 | 3  | 12 | −9 | 4  |                     | 0–2 | 0–2 | 0–3 | —   |     |

### Bảng I
| VT | Đội          | ST | T | H | B | BT | BB | HS  | Đ  | Giành quyền tham dự |     |     |     |     |     |
| -- | ------------ | -- | - | - | - | -- | -- | --- | -- | ------------------- | --- | --- | --- | --- | --- |
| 1  | Mali         | 6  | 4 | 2 | 0 | 10 | 1  | +9  | 14 | Vòng chung kết      |     | —   | 1–1 | 1–0 | 6–0 |
| 2  | Mozambique   | 6  | 3 | 2 | 1 | 9  | 5  | +4  | 11 | Vòng chung kết      |     | 0–1 | —   | 2–1 | 1–1 |
| 3  | Guiné-Bissau | 6  | 1 | 2 | 3 | 4  | 6  | −2  | 5  |                     |     | 0–0 | 1–2 | —   | 1–0 |
| 4  | Eswatini     | 6  | 0 | 2 | 4 | 2  | 13 | −11 | 2  |                     | 0–1 | 0–3 | 1–1 | —   |     |

### Bảng J
| VT | Đội      | ST | T | H | B | BT | BB | HS | Đ  | Giành quyền tham dự |     |     |     |     |     |
| -- | -------- | -- | - | - | - | -- | -- | -- | -- | ------------------- | --- | --- | --- | --- | --- |
| 1  | Cameroon | 6  | 4 | 2 | 0 | 8  | 2  | +6 | 14 | Vòng chung kết      |     | —   | 2–1 | 4–1 | 1–0 |
| 2  | Zimbabwe | 6  | 2 | 3 | 1 | 6  | 4  | +2 | 9  | Vòng chung kết      |     | 0–0 | —   | 1–1 | 3–1 |
| 3  | Kenya    | 6  | 1 | 3 | 2 | 4  | 7  | −3 | 6  |                     |     | 0–1 | 0–0 | —   | 0–0 |
| 4  | Namibia  | 6  | 0 | 2 | 4 | 2  | 7  | −5 | 2  |                     | 0–0 | 0–1 | 1–2 | —   |     |

### Bảng K
| VT | Đội            | ST | T | H | B | BT | BB | HS  | Đ  | Giành quyền tham dự |     |     |     |     |     |
| -- | -------------- | -- | - | - | - | -- | -- | --- | -- | ------------------- | --- | --- | --- | --- | --- |
| 1  | Nam Phi        | 6  | 4 | 2 | 0 | 16 | 5  | +11 | 14 | Vòng chung kết      |     | —   | 2–2 | 5–0 | 3–0 |
| 2  | Uganda         | 6  | 4 | 1 | 1 | 8  | 5  | +3  | 13 | Vòng chung kết      |     | 0–2 | —   | 2–0 | 1–0 |
| 3  | Cộng hòa Congo | 6  | 1 | 1 | 4 | 4  | 12 | −8  | 4  |                     |     | 1–1 | 0–1 | —   | 1–0 |
| 4  | Nam Sudan      | 6  | 1 | 0 | 5 | 6  | 12 | −6  | 3  |                     | 2–3 | 1–2 | 3–2 | —   |     |

### Bảng L
| VT | Đội          | ST | T | H | B | BT | BB | HS | Đ  | Giành quyền tham dự |     |     |     |     |     |
| -- | ------------ | -- | - | - | - | -- | -- | -- | -- | ------------------- | --- | --- | --- | --- | --- |
| 1  | Sénégal      | 6  | 5 | 1 | 0 | 10 | 1  | +9 | 16 | Vòng chung kết      |     | —   | 1–1 | 2–0 | 4–0 |
| 2  | Burkina Faso | 6  | 3 | 1 | 2 | 10 | 7  | +3 | 10 | Vòng chung kết      |     | 0–1 | —   | 4–1 | 3–1 |
| 3  | Burundi      | 6  | 1 | 1 | 4 | 4  | 11 | −7 | 4  |                     |     | 0–1 | 0–2 | —   | 0–0 |
| 4  | Malawi       | 6  | 1 | 1 | 4 | 6  | 11 | −5 | 4  |                     | 0–1 | 3–0 | 2–3 | —   |     |

1. 1 2  Điểm đối đầu: Burundi 4; Malawi 1.

## Cầu thủ ghi bàn
Đã có 331 bàn thắng ghi được trong 151 trận đấu, trung bình 2.19 bàn thắng mỗi trận đấu.
7 bàn thắng
- Brahim Díaz

6 bàn thắng
- Serhou Guirassy

4 bàn thắng
- Amine Gouiri
- Trézéguet
- Kennedy Musonda

3 bàn thắng
- Vincent Aboubakar
- Ryan Mendes
- Oumar Diakité
- Jean-Philippe Krasso
- Kamory Doumbia
- Dorgeles Nene
- Youssef En-Nesyri
- Soufiane Rahimi
- Stanley Ratifo
- Innocent Nshuti
- Habib Diarra
- Sadio Mané
- Teboho Mokoena

2 bàn thắng
- Mohamed Amoura
- Houssem Aouar
- Saïd Benrahma
- Baghdad Bounedjah
- Mabululu
- Felício Milson
- Zini
- Andréas Hountondji
- Steve Mounié
- Dango Ouattara
- Lassina Traoré
- Louis Mafouta
- Mahamat Thiam
- Youssouf M'Changama
- Rafiki Saïd
- Christopher Ibayi
- Meschak Elia
- Ibrahim Adel
- Mohamed Salah
- Luis Nlavo
- Sabelo Ndzinisa
- Pierre-Emerick Aubameyang
- Shavy Babicka
- Musa Barrow
- Franck Kessié
- William Gibson
- Mohammed Sangare
- Yves Bissouma
- El Bilal Touré
- Eliesse Ben Seghir
- Abde Ezzalzouli
- Azzedine Ounahi
- Ismael Saibari
- Hakim Ziyech
- Geny Catamo
- Ousseini Badamassi
- Oumar Sako
- Daniel Sosah
- Ademola Lookman
- Victor Osimhen
- Mohamed Awad
- Oswin Appollis
- Lyle Foster
- Patrick Maswanganyi
- Thalente Mbatha
- Iqraam Rayners
- Data Elly
- Ebon Ezibon
- Simon Msuva
- Feisal Salum
- Yaw Annor
- Kévin Denkey
- Ali Abdi
- Denis Omedi
- Walter Musona

1 bàn thắng
- Ramy Bensebaini
- Riyad Mahrez
- Aïssa Mandi
- Adem Zorgane
- Randy Nteka
- Hassane Imourane
- Junior Olaitan
- Mohamed Tijani
- Gilbert Baruti
- Omaatla Kebatho
- Tumisang Orebonye
- Thabang Sesinyi
- Hassane Bandé
- Sacha Bansé
- Ousseni Bouda
- Issoufou Dayo
- Mohamed Konaté
- Bertrand Traoré
- Mokono Eldhino
- Jean-Claude Girumugisha
- Bienvenue Kanakimana
- Christian Bassogog
- Boris Enow
- Martin Hongla
- Bryan Mbeumo
- Georges-Kévin Nkoudou
- Goduine Koyalipou
- Ousmane Hissein
- Amine Hiver
- Mons Bassouamina
- Chandrel Massanga
- Yacine Bourhane
- Myziane Maolida
- Faïz Selemani
- Dylan Batubinsika
- Théo Bongonda
- Edo Kayembe
- Fiston Mayele
- Mostafa Fathi
- Omar Marmoush
- Taher Mohamed
- Ramy Rabia
- Kenean Markneh
- Mohammednur Nasir
- Jannick Buyla
- Dorian Jr.
- Iban Salvador
- Justice Figuareido
- Bongwa Matsebula
- Thubelihle Mavuso
- Lindo Mkhonta
- Kwakhe Thwala
- Denis Bouanga
- Rody Effaghe
- Guélor Kanga
- Abdoulie Ceesay
- Alassana Jatta
- Yankuba Minteh
- Ali Sowe
- Jerry Afriyie
- Jordan Ayew
- Alidu Seidu
- Mama Baldé
- Beto
- Burá
- Carlos Mané
- Mohamed Bayo
- Seydouba Cissé
- Abdoulaye Touré
- Simon Adingra
- Emmanuel Agbadou
- Vakoun Issouf Bayo
- Nicolas Pépé
- Duke Abuya
- John Avire
- Jonah Ayunga
- Michael Olunga
- Neo Mokhachane
- Sera Motebang
- Oscar Dorley
- Sampson Dweh
- Faisal Al Badri
- Subhi Al-Dhawi
- Fahd Saad Mohamed
- Ibrahim Amada
- Carolus Andriamatsinoro
- Clément Couturier
- Lloyd Aaron
- Chawanangwa Kawonga
- Richard Mbulu
- Gabadinho Mhango
- Lanjesi Nkhoma
- Zeliat Nkhoma
- Sidi Bouna Amar
- Aboubakary Koïta
- Mouhamed Soueid
- Jérémy Villeneuve
- Ayoub El Kaabi
- Achraf Hakimi
- Jamal Harkass
- Domingues
- Elias
- Guima
- Bruno Langa
- Godwin Eiseb
- Deon Hotto
- Youssouf Oumarou
- Samuel Chukwueze
- Fisayo Dele-Bashiru
- Djihad Bizimana
- Ange Mutsinzi
- Luís Leal
- Boulaye Dia
- Pape Gueye
- Nicolas Jackson
- Ismaïla Sarr
- Amadou Bakayoko
- Abu Dumbuya
- Augustus Kargbo
- Alhassan Koroma
- Hindolo Mustapha
- Bathusi Aubaas
- Elias Mokwana
- Thapelo Morena
- Yohanna Juma
- Tito Okello
- Valentino Yuel
- Mohamed Abdelrahman
- Ahmed Al-Tash
- Abo Eisa
- Mustafa Karshoum
- Mudathir Yahya
- Roger Aholou
- Thibault Klidjé
- Kodjo Fo-Doh Laba
- Mohamed Ali Ben Romdhane
- Sayfallah Ltaief
- Yassine Meriah
- Hamza Rafia
- Ferjani Sassi
- Aziz Kayondo
- Rogers Mato
- Bevis Mugabi
- Travis Mutyaba
- Jude Ssemugabi
- Emmanuel Banda
- Kelvin Kampamba
- Kings Kangwa
- Khama Billiat
- Prince Dube
- Terrence Dzvukamanja
- Tawanda Maswanhise

1 bàn phản lưới nhà
- Chimwemwe Idana (trong trận gặp Burundi)
- Alfred Leku (trong trận gặp Uganda)
- Clement Mzize (trong trận gặp CHDC Congo)
- Amenallah Memmiche (trong trận gặp Madagascar)

## Các đội tuyển vượt qua vòng loại

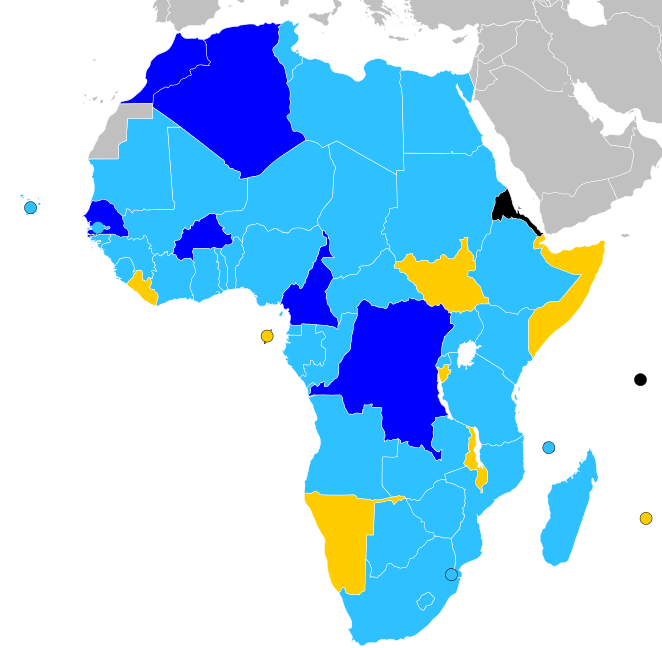
Đội tuyển vượt qua vòng loại
Đội tuyển không vượt qua vòng loại
Đội tuyển bị cấm hoặc không tham dự vòng loại
Không phải thành viên của CAF

Các đội tuyển dưới đây đã đủ điều kiện tham gia vòng chung kết.
| Đội tuyển       | Tư cách vượt qua vòng loại | Ngày vượt qua vòng loại | Số lần tham dự trước đây tại Cúp bóng đá châu Phi1 |
| --------------- | -------------------------- | ----------------------- | --- |
| Maroc           | Chủ nhà                    | 27 tháng 9 năm 2023     | 19 (1972, 1976, 1978, 1980, 1986, 1988, 1992, 1998, 2000, 2002, 2004, 2006, 2008, 2012, 2013, 2017, 2019, 2021, 2023)                                           |
| Burkina Faso    | Nhì bảng L                 | 13 tháng 10 năm 2024    | 13 (1978, 1996, 1998, 2000, 2002, 2004, 2010, 2012, 2013, 2015, 2017, 2021, 2023)                                                                               |
| Cameroon        | Nhất bảng J                | 14 tháng 10 năm 2024    | 21 (1970, 1972, 1982, 1984, 1986, 1988, 1990, 1992, 1996, 1998, 2000, 2002, 2004, 2006, 2008, 2010, 2015, 2017, 2019, 2021, 2023)                               |
| Algérie         | Nhất bảng E                | 14 tháng 10 năm 2024    | 20 (1968, 1980, 1982, 1984, 1986, 1988, 1990, 1992, 1996, 1998, 2000, 2002, 2004, 2010, 2013, 2015, 2017, 2019, 2021, 2023)                                     |
| CHDC Congo      | Nhất bảng H                | 15 tháng 10 năm 2024    | 20 (1965, 1968, 1970, 1972, 1974, 1976, 1988, 1992, 1994, 1996, 1998, 2000, 2002, 2004, 2006, 2013, 2015, 2017, 2019, 2023)                                     |
| Sénégal         | Nhất bảng L                | 15 tháng 10 năm 2024    | 17 (1965, 1968, 1986, 1990, 1992, 1994, 2000, 2002, 2004, 2006, 2008, 2012, 2015, 2017, 2019, 2021, 2023)                                                       |
| Ai Cập          | Nhất bảng C                | 15 tháng 10 năm 2024    | 26 (1957, 1959, 1962, 1963, 1970, 1974, 1976, 1980, 1984, 1986, 1988, 1990, 1992, 1994, 1996, 1998, 2000, 2002, 2004, 2006, 2008, 2010, 2017, 2019, 2021, 2023) |
| Angola          | Nhất bảng F                | 15 tháng 10 năm 2024    | 9 (1996, 1998, 2006, 2008, 2010, 2012, 2013, 2019, 2023) |
| Guinea Xích Đạo | Nhì bảng E                 | 13 tháng 11 năm 2024    | 4 (2012, 2015, 2021, 2023) |
| Bờ Biển Ngà     | Nhì bảng G                 | 13 tháng 11 năm 2024    | 25 (1965, 1968, 1970, 1974, 1980, 1984, 1986, 1988, 1990, 1992, 1994, 1996, 1998, 2000, 2002, 2006, 2008, 2010, 2012, 2013, 2015, 2017, 2019, 2021, 2023)       |
| Gabon           | Nhì bảng B                 | 14 tháng 11 năm 2024    | 8 (1994, 1996, 2000, 2010, 2012, 2015, 2017, 2021) |
| Uganda          | Nhì bảng K                 | 14 tháng 11 năm 2024    | 7 (1962, 1968, 1974, 1976, 1978, 2017, 2019) |
| Nam Phi         | Nhất bảng K                | 14 tháng 11 năm 2024    | 11 (1996, 1998, 2000, 2002, 2004, 2006, 2008, 2013, 2015, 2019, 2023)                                                                                           |
| Tunisia         | Nhì bảng A                 | 14 tháng 11 năm 2024    | 21 (1962, 1963, 1965, 1978, 1982, 1994, 1996, 1998, 2000, 2002, 2004, 2006, 2008, 2010, 2012, 2013, 2015, 2017, 2019, 2021, 2023)                               |
| Nigeria         | Nhất bảng D                | 14 tháng 11 năm 2024    | 20 (1963, 1976, 1978, 1980, 1982, 1984, 1988, 1990, 1992, 1994, 2000, 2002, 2004, 2006, 2008, 2010, 2013, 2019, 2021, 2023)                                     |
| Mali            | Nhất bảng I                | 15 tháng 11 năm 2024    | 13 (1972, 1994, 2002, 2004, 2008, 2010, 2012, 2013, 2015, 2017, 2019, 2021, 2023)                                                                               |
| Zambia          | Nhất bảng G                | 15 tháng 11 năm 2024    | 18 (1974, 1978, 1982, 1986, 1990, 1992, 1992, 1994, 1996, 1998, 2000, 2002, 2006, 2008, 2010, 2012, 2013, 2023)                                                 |
| Zimbabwe        | Nhì bảng J                 | 15 tháng 11 năm 2024    | 5 (2004, 2006, 2017, 2019, 2021) |
| Comoros         | Nhất bảng A                | 15 tháng 11 năm 2024    | 1 (2021) |
| Sudan           | Nhì bảng F                 | 18 tháng 11 năm 2024    | 9 (1957, 1959, 1963, 1970, 1972, 1976, 2008, 2012, 2021) |
| Bénin           | Nhì bảng D                 | 18 tháng 11 năm 2024    | 4 (2004, 2008, 2010, 2019) |
| Tanzania        | Nhì bảng H                 | 19 tháng 11 năm 2024    | 3 (1980, 2019, 2023) |
| Botswana        | Nhì bảng C                 | 19 tháng 11 năm 2024    | 1 (2012) |
| Mozambique      | Nhì bảng I                 | 19 tháng 11 năm 2024    | 5 (1986, 1996, 1998, 2010, 2023) |

1 Chữ đậm là các năm mà đội đó vô địch. Chữ nghiêng là các năm mà đội đó làm chủ nhà.